# Hito Steyerl
Hito Steyerl (n. 1966, Munich) es una realizadora cinematográfica alemana, artista visual, y autora en el campo del ensayo y documental.Sus principales temas de interés son los medios, la tecnología y la circulación global de imágenes. Steyerl tiene un doctorado en filosofía de la Academia de Bellas Artes de Viena. Actualmente es docente de New Art Media en la Universidad de las Artes de Berlín.

## Carrera
Steyerl se formó en el Instituto de la Imagen en Movimiento de Japón. Más tarde asistió a la Universidad de Televisión y Cine de Múnich. Steyerl notó que estudiar cine durante el nacimiento del nuevo cine alemán tuvo un efecto en ella como estudiante. Sin embargo, asegura que su profesor, el reconocido historiador del cine Helmut Färber, ha tenido una influencia más directa en su trabajo.
En 2004 participó en Manifesta 5, la bienal europea de arte contemporáneo. También participó en 2008  de la Bienal de Shanghái y en 2010 de la bienal de Gwangju(Corea del Sur) y Taipeh.  En 2012, su película Lovely Andrea fue exhibida como parte de documenta 12 en Kassel, Alemania. En 2013 su trabajo fue incluido en la Bienal de Venecia.
En el año 2015, la obra de Hito Steyerl titulada The Factory of the Sun (2015) fue proyectada en la Bienal de Venecia. Se trata de un video proyectado en lo que se denomina el "Estudio de captura de movimiento"- una sala de cine trazada con un 3D inmerso donde los espectadores pueden ver el vídeo mientras reposan en unas tumbonas de plástico. El vídeo está narrado por una voz femenina. El estudio consiste en la virtud de impulsos de luz superpuestos a melodías discográficas cuyo movimiento es capturado mediante unos dispositivos. 

### Muestras individuales
Steyerl ha realizado varias muestras individuales, incluyendo:
- Hito Steyerl, Chisenhale Gallery (2010)[8]
- Hito Steyerl, E-flux, (2012)[9]
- Hito Steyerl, Art Institute of Chicago (2012)[10]
- Hito Steyerl, Van Abbemuseum (2014)[11]
- Hito Steyerl, Institute of Contemporary Arts (2014)[12]
- Duty-Free Art, Museo Nacional Centro de Arte Reina Sofía (2016)[13]

### Muestras grupales
Steyerl ha realizado varias muestras grupales, incluyendo:
- Dispersion, Institute of Contemporary Arts (2008)[7]
- International Film Festival Rotterdam (2010)[7]
- The Global Contemporary: Art Worlds After 1989, Center for Art and Media Karlsruhe(2011)[7]
- No one lives here (Nadie vive aquí), Royal College of Art (2013)[7]
- Bad Thoughts (Malos pensamientos), Stedelijk Museum (2014)[7]

## Premios
En 2010 Steyerl fue premiada con el premio Nuevas Visiones en el Festival Internacional de Documental de Copenhague por su película In Free Fall (En caída libre).

## Obra -selección-
November (2004) es un cortometraje de 25 minutos planteado como una película feminista de Kung-Fu. Buenos y malos deciden luchar contra la diferencia de medios. En esta, los buenos luchan con las manos y los malos lo hacen con armas. Este cortometraje no presenta un argumento perfectamente descrito según la autora. A su vez, esta admite que en el momento en el que se hace el primer visionado no es fácil descubrir la relación de un film de acción en temas como el terrorismo, la globalización, el colonialismo y los conflictos bélicos.
Red Alert (2007) es una instalación que reinterpreta el tríptico de Aleksandr Ródtxenko Colores Puros: rojo, grog y moratón (1921). Sólo utiliza el color rojo, en las pantallas y en la alfombra roja, que hace referencia al máximo nivel de alerta de un país ante un ataque terrorista.
Strike (2010) es un vídeo de menos de 30 segundos en bucle. Muestra a la autora golpeando una pantalla en negro, en el momento del impacto aparecen unos patrones aleatorios. Refuerza la idea de la existencia física de las imágenes, las limitaciones de su reproducción, copia y circulación que influyen en su impacto. Otros críticos lo han interpretado[3] como una respuesta activa ante la agresividad de los medios de comunicación de masas con el mensaje "golpear antes de ser golpeados".
Abstract (2012) es un vídeo que documenta la visita del artista al lugar de la muerte de su amiga Andrea Wolf y otros 40 más que murieron a manso del ejército Turco en el Curdistán. Dividido en dos pantallas, en una muestra esta visita, mientras que a la otra muestra fachadas de edificios alemanes con su número de teléfono. Así quiere mostrar el origen del armamento utilizado a los conflictos (Turquía es el segundo cliente de armamento de Alemania) y conecta el lenguaje cinematográfico y el del combate, por ejemplo con una imagen visualizada a través del visor de un fusil.
Liquidity Inc. (2014) es un vídeo de 30 minutos. Se muestra la historia de Jacob Wood, que perdió el trabajo cuando lo Lehman Brothers Bank quebró el 2008. Nacido en Vietnam y huérfano de guerra llegó a los Estados Unidos bajo la Operación Babylift del presidente americano Gerald Ford. Después de la quiebra del banco volvió a la lucha de artes marciales. Imágenes de luchas en jaulas y surfistas, olas e imágenes de predicciones meteorológicas se suceden en una historia de autodeterminación y lucha en las impredecibles aguas de las corrientes económicas que lo inundan todo, como un aberrante anuncio de tormenta a la pantalla.
Factory of the Sun (2015). Es una instalación y un vídeo de 23 minutos. Utiliza la enfática noción de luz solar como símbolo de progreso para llevarnos, de forma crítica y lúdica, al centro del debate de nuestra vida digital. En formato de videojuego para aprovechar la estructura narrativa de entretenimiento popular y relajar al público, reclama la libertad de acción que los individuos y sujetos políticos tienen en la red de flujos digitales de información, intereses económicos y distorsiones sociales y culturales. Se basa en la inmaterialidad de la luz como medio de información, los cuerpos físicos y los valores. El vídeo va cambiando de nivel de realidad, la narradora es al mismo tiempo la programadora del juego. Los protagonistas son introducidos como trabajadores esclavos en forma de figura que transforma los movimientos de la figura en impulsos de luz, que es la base de los juegos de realidad virtual de los ordenadores. El montaje es frenético y las escenas de baile hacen de motor de una sucesión incesante de imágenes cambiantes. El acto de bailar representa la forma más lúdica de la resistencia del jóvenes protagonistas en su lucha contra la supremacía de sus adversarios invisibles.

## Escritos selectos
Steyerl contribuye frecuentemente en jornadas de arte en línea como E-flux. Además ha escrito:
- http://www.e-flux.com/journal/a-thing-like-you-and-me/
- Steyerl, Hito. The Wretched of the Screen. Sternberg Press: 2013. ISBN 978-1-934105-82-5.